# Mimeresia pseudocellularis
Mimeresia pseudocellularis är en fjärilsart som beskrevs av Henry Stempffer 1968. Mimeresia pseudocellularis ingår i släktet Mimeresia och familjen juvelvingar. Inga underarter finns listade i Catalogue of Life.